# 第二次马其顿战争
第二次馬其頓戰爭發生於公元前200年–前197年，羅馬和帕加馬王國和羅德島聯合起來與馬其頓腓力五世交戰。戰爭結果腓力五世遭受到大敗，馬其頓失去在希臘半島、小亞細亞和色雷斯所有領土，而羅馬宣布所有的希臘城邦將獲得自由。這場戰爭標誌著羅馬開始大幅干涉東地中海事務，甚至最終征服整個區域。

## 序幕
馬其頓和羅馬在第一次馬其頓戰爭交鋒未分勝負，參戰各方簽訂了腓尼基和約。和約的條款不允許馬其頓向西擴張，於是腓力五世很快的把注意力轉移到色雷斯和達達尼爾海峽附近的希臘城邦，使羅德島和帕加馬王國感受到威脅，因而在前205年爆發克里特戰爭。
在前204年，埃及托勒密四世逝世，留下年幼的兒子托勒密五世繼位。趁著這個機會馬其頓國王腓力五世與塞琉古國王安條克三世達成秘密協議，意圖瓜分托勒密王國的領土。根據這個協定:馬其頓將獲得愛琴海沿岸和昔蘭尼，塞琉古帝國預定將埃及和賽普勒斯納為所有。
條約簽署之後，腓力的軍隊襲擊了托勒密王國在色雷斯的領土，紧接著，馬其頓艦隊向南進犯，從托勒密王國手中奪取了薩摩斯島，並俘虜了停泊在那裡的埃及艦隊。前201年，馬其頓艦隊在萊德島海戰後占領米利都。之後，腓力開始入侵帕加馬王國的領土和卡里亞，然而羅德島和帕加馬艦隊在巴爾古利亞的海港內成功封鎖馬其頓艦隊，使馬其頓軍在整個冬天補給相當缺乏。腓力與他的艦隊剛剛從聯軍的封鎖中逃離後不久，雅典也捲入這場對抗腓力的戰爭。
儘管羅德島和帕加馬艦隊在海軍上顯現優勢，但仍對腓力的軍力相當畏懼，派遣大使向日益強盛的羅馬共和國尋求協助。

## 羅馬的干涉

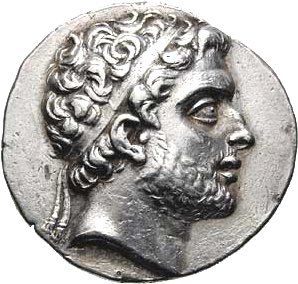
腓力五世的錢幣

羅馬的早期歷史上，羅馬很少介入東地中海的事務，甚至在第一次馬其頓戰爭發生時，羅馬的主要對手是引發第二次布匿戰爭的漢尼拔，而非腓力五世。隨者腓尼基和約簽訂，初步解決羅馬與馬其頓在伊利里亞的糾紛。
前205年以來，腓力在色雷斯和小亞細亞的擴張行動逐漸引起羅馬注意，加上在第二次布匿戰爭獲得完全勝利，羅馬可以把餘力集中到東方來。當羅馬盟友羅得島及帕加馬代表團來到羅馬，告訴羅馬元老院安條克和腓力之間的條約，並抱怨腓力攻擊他們的領土，羅馬隨即派出三位特使前往希臘作為回應。起初羅馬特使在到達雅典前對於與馬其頓開戰興致缺缺，直到他們在雅典與帕加馬國王阿塔羅斯一世和羅德島的特使會面。差不多同時，腓力因雅典先前與馬其頓宣戰而派遣一支軍隊入侵阿提卡。羅馬大使與馬其頓將領會面，強烈要求馬其頓從其他希臘城邦撤軍，而且要與羅德島和帕加馬協定關於戰爭的賠款，否則羅馬將對其宣戰。馬其頓的將領立即從雅典的領土上撤軍，並把羅馬的最後通牒傳達给腓力五世。
在腓力與他的艦隊從巴爾古利亞的封鎖脫離後，回到馬其頓本土，在那裡腓力收到羅馬的最後通牒。腓力拒絕羅馬的要求，命令軍隊再度入侵雅典，並重新策劃對達達尼爾海峽附近城邦的征服行動。前200年，腓力率軍包圍了帕加馬和羅得島守軍聯防的阿彼多斯。同年夏天，羅馬一位大使攜帶第二份最後通牒來到阿彼多斯與腓力五世會面，要求馬其頓立即停止攻擊任何希臘城邦或是托勒密王國的領地，並且與羅德島和帕加馬協談和約並賠償損失。而腓力五世則要求羅馬遵守腓尼基和約，若羅馬執意違反和約開戰的話，他將盡其所能與羅馬戰鬥。然而這時羅馬已經很明顯要與馬其頓開戰，差不多在羅馬大使向腓力五世遞交第二份最後通牒時，一支羅馬軍隊登陸伊利里亞。對此，腓力五世向羅馬抗議他並沒有違反腓尼基和約內的任何條款，但對於事實已經毫無影響了，第二次馬其頓戰爭因而爆發。

## 戰事
戰爭爆發後，腓力五世發現很少希臘城邦願意與馬其頓同盟，他們也對與羅馬結盟興趣缺缺。主要原因在第一次馬其頓戰爭時，羅馬軍團頻繁的暴虐行為讓希臘人印象深刻，大部分的城邦都靜待戰爭變化。在戰爭前兩年，羅馬在軍事上甚少進展。羅馬執政官普布利烏斯·蘇爾皮基烏斯·加爾巴·馬克西姆斯雖然在軍事上進展緩慢，但外交上成功讓埃托利亞加入羅馬這方。而繼任的執政官普布利烏斯·維利烏斯·塔普魯斯主要在處理自方的兵變問題。前198年，新任羅馬執政官提圖斯·昆克蒂烏斯·弗拉米寧接手統帥權後，在軍事上的表現與前幾任大大不同。
弗拉米寧年僅不到三十歲，還是個熱愛希臘文化者。原本羅馬的政策是要腓力停止攻擊任何希臘城邦，即維持希臘城邦和平。現在弗拉米寧一改先前羅馬的戰爭政策和規劃，要求馬其頓從所有城邦上的駐軍撤離，完全解放希臘城邦。這政策讓羅馬獲得許多希臘城邦支持，加上弗拉米寧在軍事上一連串積極行動，並於阿烏斯戰役獲得勝利，迫使腓力五世從色薩利撤退。儘管傳統上的親馬其頓的亞該亞同盟，這時與斯巴達交戰而無法在這次戰爭上為馬其頓提供協助，但羅馬成功讓亞該亞同盟放棄親馬其頓的立場，最後在亞該亞，僅剩阿爾戈斯與馬其頓同一側。
陷入不利形勢的腓力五世宣布他有意願與羅馬談和，而弗拉米寧希望能在自己執政官任內結束這場戰爭，來作為自己的功績。但這時弗拉米寧面臨羅馬執政官改選，並不確定自己任期是否延長。在這種情況下，弗拉米寧決定先與腓力的談判來等待時間，直到選舉結果出來。假如自己任期沒有延長，她將在被召回羅馬前立即與馬其頓談和；如果任期延長的話，和平談判就破裂，繼續與馬其頓戰爭。
在前198年11月，弗拉米寧與腓力五世在羅克里斯的尼西亞會談。為了拖延會議進行，弗拉米寧堅持所有的羅馬盟友都要參與這次協商。會中弗拉米寧再度重申:要求馬其頓從所有希臘城邦上的駐軍撤離。而腓力五世認為條件太嚴苛，希望以馬其頓放棄所有最近征服的色雷斯和小亞細亞領土即可，但弗拉米寧卻告訴腓力五世這些條件是希臘城邦堅持提出的，建議腓力五世派出大使前往羅馬元老院商談，這問題就可以解決。在弗拉米寧誤導下，腓力五世派遣使者前往羅馬，此時選舉結果也出來了，弗拉米寧被任命為資深執政官，軍隊指揮權也延長了。於是，弗拉米寧在羅馬的朋友阻撓馬其頓使者協商，迫使和平會談破裂，戰爭再度爆發。

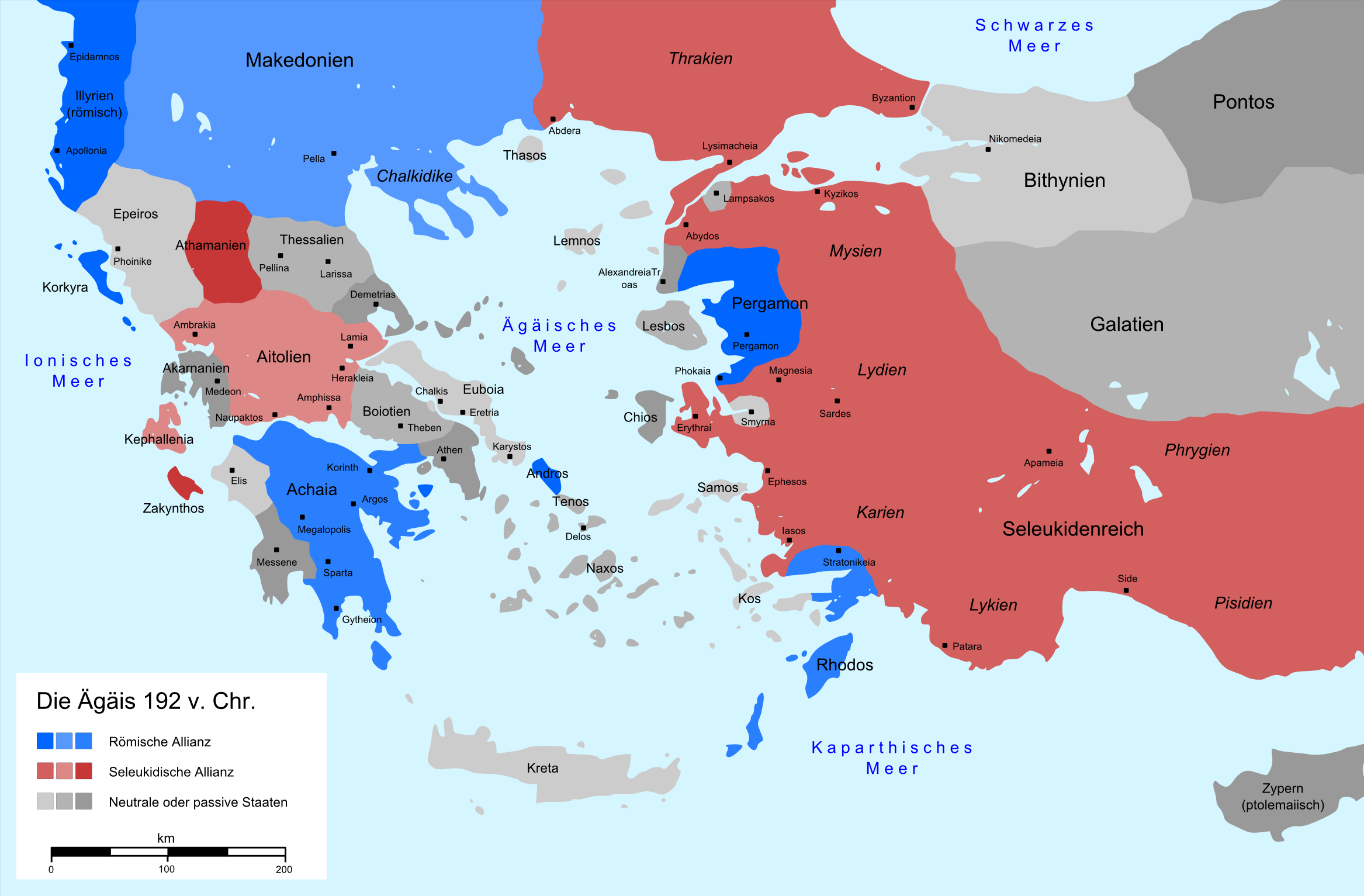
前192年，第二次馬其頓戰爭結束後四年的希臘形勢

隨著戰爭漸漸對羅馬有利，腓力五世所剩不多的盟友背棄了他。前197年六月，弗拉米寧所率領的羅馬軍團在色薩利的庫諾斯克法萊戰役中擊敗馬其頓方陣，腓力五世被迫接受羅馬的談和條件，結束這場戰爭。

## 和約
雙方在坦佩谷舉行和談，並在那裏簽訂和約。腓力五世同意將會把馬其頓駐軍從所有希臘城邦撤離，並且放棄所有最近征服的色雷斯和小亞細亞領土。會中埃托利亞同盟要求從馬其頓上獲得領土，但這事遭到弗拉米寧否決。當條款送到羅馬確定批准時，羅馬元老院再增加額外條款：馬其頓要付出一大筆戰爭賠款和交出大部分艦隊。
公元前196年的科林斯的地峽運動會上，弗拉米寧宣告了所有的希腊城邦將獲得自由，而且羅馬不會在希臘駐軍，當場所有希臘人歡聲雷動。然而，羅馬仍在重要的戰略要地上駐軍，如馬其頓、科林斯、德米特里阿斯和哈爾基斯等地，直到前194年才逐漸從希臘撤軍。第二次馬其頓戰爭結束後，馬其頓被迫與羅馬同盟，疆界回到古早的邊界，結果馬其頓在希臘的勢力遭到徹底粉碎，喪失地中海大國的地位。